# Kalimantania
Kalimantania is een geslacht van straalvinnige vissen uit de familie van karpers (Cyprinidae).

## Soort
- Kalimantania lawak (Bleeker, 1855)